# 28 januari
28 januari is de 28ste dag van het jaar in de gregoriaanse kalender. Hierna volgen nog 337 dagen (338 dagen in een schrikkeljaar) tot het einde van het jaar.

## Gebeurtenissen
- Algemeen
  - 814 - Karel de Grote overlijdt in Aken aan een longontsteking (pleuritis) en wordt opgevolgd door zijn zoon Lodewijk de Vrome als keizer van het Heilige Roomse Rijk.
  - 893 - De 13-jarige Karel de Eenvoudige wordt met steun van Arnulf van Karinthië in de Kathedraal van Reims tot koning van het West-Frankische Rijk gekroond.
  - 1077 – De excommunicatie van Hendrik IV van het Heilige Roomse Rijk wordt opgeheven na zijn tocht naar Canossa, waar hij zich voor de paus neerbuigt.
  - 1788 - De eerste Australische strafkolonie wordt gevestigd bij Botany Bay.
  - 1887 - In een sneeuwstorm in Montana worden de grootste sneeuwvlokken ooit gemeten (38 bij 20 centimeter).
  - 1901 - Scheepsramp SS Holland tijdens een zware storm op het hoofd van de Nieuwe Waterweg, 16 opvarenden verdrinken.
  - 2013 - Prinses Beatrix kondigt haar abdicatie als Koningin der Nederlanden aan.
  - 2014 - In Bolivia wordt de noodtoestand afgekondigd vanwege de overstromingen die het Zuid-Amerikaanse land al twee maanden teisteren en aan minstens 30 mensen het leven heeft gekost.
- Bouwkunst en architectuur
  - 1887 - De eerstesteenlegging van de Eiffeltoren vindt plaats in Parijs. De toren wordt ingehuldigd op 31 maart 1889.
- Criminaliteit en veiligheid
  - 2024 - Twee gemaskerde en bewapende mannen vallen de katholieke Santa Maria-kerk in Istanbul (Turkije) binnen tijdens de zondagsdienst en doden een bezoeker waarna ze weer vertrekken. Paus Franciscus spreekt aan het einde van zijn gebed op het Sint-Pietersplein in Vaticaanstad zijn steun uit voor de kerk. Later op de dag eist Islamitische Staat de verantwoordelijkheid op en arresteert de politie een Tadzjiek en een Rus.[1][2]
- Gezondheid
  - 1935 - IJsland is het eerste land waar abortus gelegaliseerd wordt.
- Kunst en cultuur
  - 2013 - In de zaak van de kunstroof uit de Kunsthal Rotterdam wordt in Roemenië een vierde aanhouding verricht.
- Media
  - 2024 - NTR zendt op NPO 2 de eerste aflevering van het nieuwe seizoen van het televisieprogramma De Sociëteit uit. De presentatie van het praatprogramma is in handen van Ajouad El Miloudi.[3]
  - 2024 - BNNVARA zendt op NPO 2 de eerste aflevering van het eerste seizoen van het televisieprogramma Groenteman op Zondag uit. De presentatie van het cultuurprogramma is in handen van Gijs Groenteman.[4]
  - 2024 - Omroep MAX zendt op NPO 1 de eerste aflevering van het elfde seizoen van het televisieprogramma Heel Holland Bakt uit. De presentatie is in handen van André van Duin die wordt bijgestaan door juryleden Janny van der Heijden en Robèrt van Beckhoven.[5]
  - 2024 - KRO-NCRV zendt op NPO 2 de eerste aflevering van het 36e seizoen van het televisieprogramma Kruispunt uit.[6]
  - 2024 - National Geographic zendt de eerste aflevering van het televisieprogramma Science fair: The series uit. In deze documentairereeks proberen tieners complexe problemen op te lossen met als doel het bereiken van een plek op de International Science and Engineering Fair, een internationale wetenschapsolympiade.[7]
- Oorlog
  - 1871 - Frankrijk capituleert tijdens de Frans-Pruisische Oorlog.
  - 1917 - Het Amerikaanse leger staakt de zoektocht naar Pancho Villa.
  - 1932 - Japan bezet Sjanghai.
  - 2013 - Franse en Malinese troepen heroveren de historische stad Timboektoe op de islamitische beweging Ansar Dine.
- Sport
  - 1892 - Oprichting van de Amsterdamsche Hockey & Bandy Club.
  - 1947 - Oprichting van de Portugese voetbalclub CD Cova da Piedade.
  - 1951 - Opening van het Estádio Fonte Nova in Salvador, Brazilië.
  - 1989 - Schaatsster Herma Meijer verbetert in Calgary het Nederlands record van Ingrid Haringa op de 500 meter (40,61 seconden) met een tijd van 40,53 seconden.
  - 1991 - Boris Becker lost Stefan Edberg na 24 weken af als nummer één op de wereldranglijst der tennisprofessionals, maar de Duitser moet die positie na drie weken alweer afstaan aan de Zweed.
  - 1998 - In de Parijse voorstad Saint-Denis wordt het Stade de France officieel geopend met de vriendschappelijke voetbalinterland tussen Frankrijk en Spanje. De thuisploeg wint met 1-0 door een doelpunt van Zinédine Zidane.
  - 2001 - Jennifer Capriati wint de Australian Open. In de finale in Melbourne verslaat de Amerikaanse tennisster haar Zwitserse collega Martina Hingis: 6-4 en 6-3.
  - 2002 - Schaatsster Andrea Nuyt verbetert in Calgary haar eigen Nederlands record op de 500 meter (37,98 seconden) en zet een tijd van 37,76 op de klokken.
  - 2007 - Roger Federer wint de Australian Open door in de finale de Chileen Fernando González te verslaan met 7-6 6-4 6-4. Het is voor de Zwitser zijn 10e Grand Slam-titel.
  - 2010 - Cindy Klassen wordt de beste schaatsster ooit op de Adelskalender.
  - 2012 - De Wit-Russische Viktoryja Azarenka wint de Australian Open en haalt zo haar eerste grandslamtitel binnen. Ze verslaat in de finale de Russische Maria Sjarapova met 6-3, 6-0. Door haar zege wordt Azarenka tevens de nieuwe nummer 1 van de wereld.
  - 2023 - De Wit-Russische Aryna Sabalenka wint de Australian Open bij de vrouwen. Het is de eerste grandslamtitel in haar loopbaan.[8]
  - 2023 - De Nederlandse rolstoeltennisster Diede de Groot wint in Melbourne voor de 5e keer de Australian Open. Het is haar zeventiende overwinning van een grandslamtoernooi en de 9e in een ononderbroken reeks.[9]
  - 2024 - Tennisser Jannik Sinner uit Italië wint de Australian Open bij de mannen door in de finale in vijf sets de Rus Daniil Medvedev te verslaan. Sinner zet zo zijn eerste grandslamtitel op zijn naam.[10]
- Wetenschap en technologie
  - 1921 - Albert Einstein zet heel de wereld op zijn kop. In een redevoering in Berlijn beweert hij dat het universum gemeten kan worden.
  - 1986 - De spaceshuttle Challenger explodeert 73 seconden na de lancering. Het ongeluk kost alle 7 bemanningsleden, onder wie lerares Christa McAuliffe, het leven.[11]
  - 2021 - De planetoïde (10) Hygiea is in oppositie met de zon.[12]
  - 2024 - Lancering van een Simorgh raket van het Iraanse ruimtevaartbureau vanaf Imam Khomeini Spaceport, onderdeel van Semnan Space Center in Iran voor de Mahda, Keyhan-2 & Hatef-1 missie. Dit zijn drie kleine satellieten met als doel het testen: van de prestaties van de draagraket, van een systeem voor nauwkeurige stabilisatie en uitrichting van satellieten en van internet communicatietechniek.[13]
  - 2024 - De Japanse SLIM-maanlander die na een zachte landing op de Maan op 19 januari 2023 kampte met problemen van de energievoorziening wordt actief en begint met wetenschappelijke waarnemingen. Het Multi-Band Camera instrument haalt de "first light" mijlpaal en stuurt de eerste foto's terug.[14][15]

## Geboren

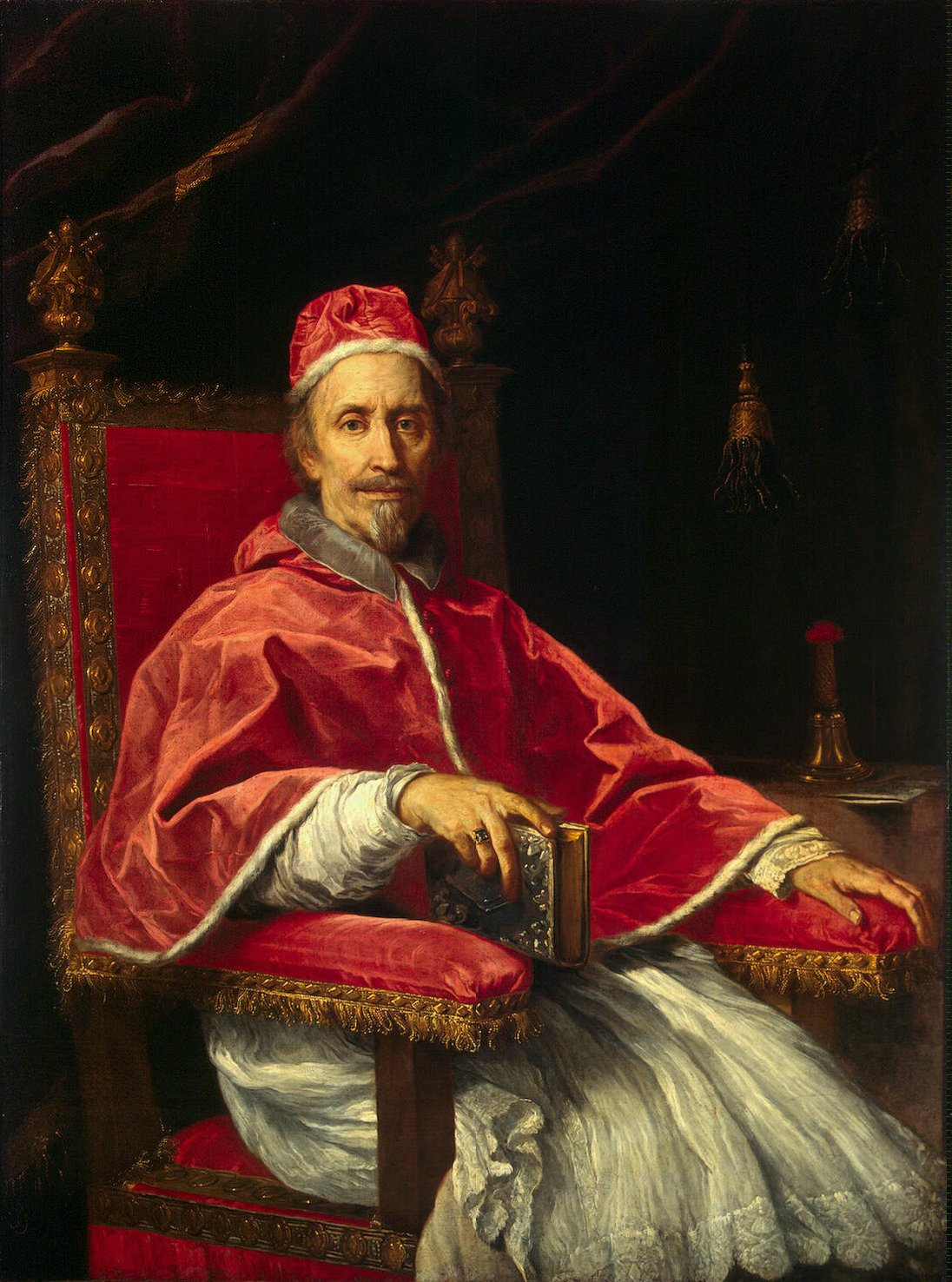
Paus Clemens IX
geboren in 1600

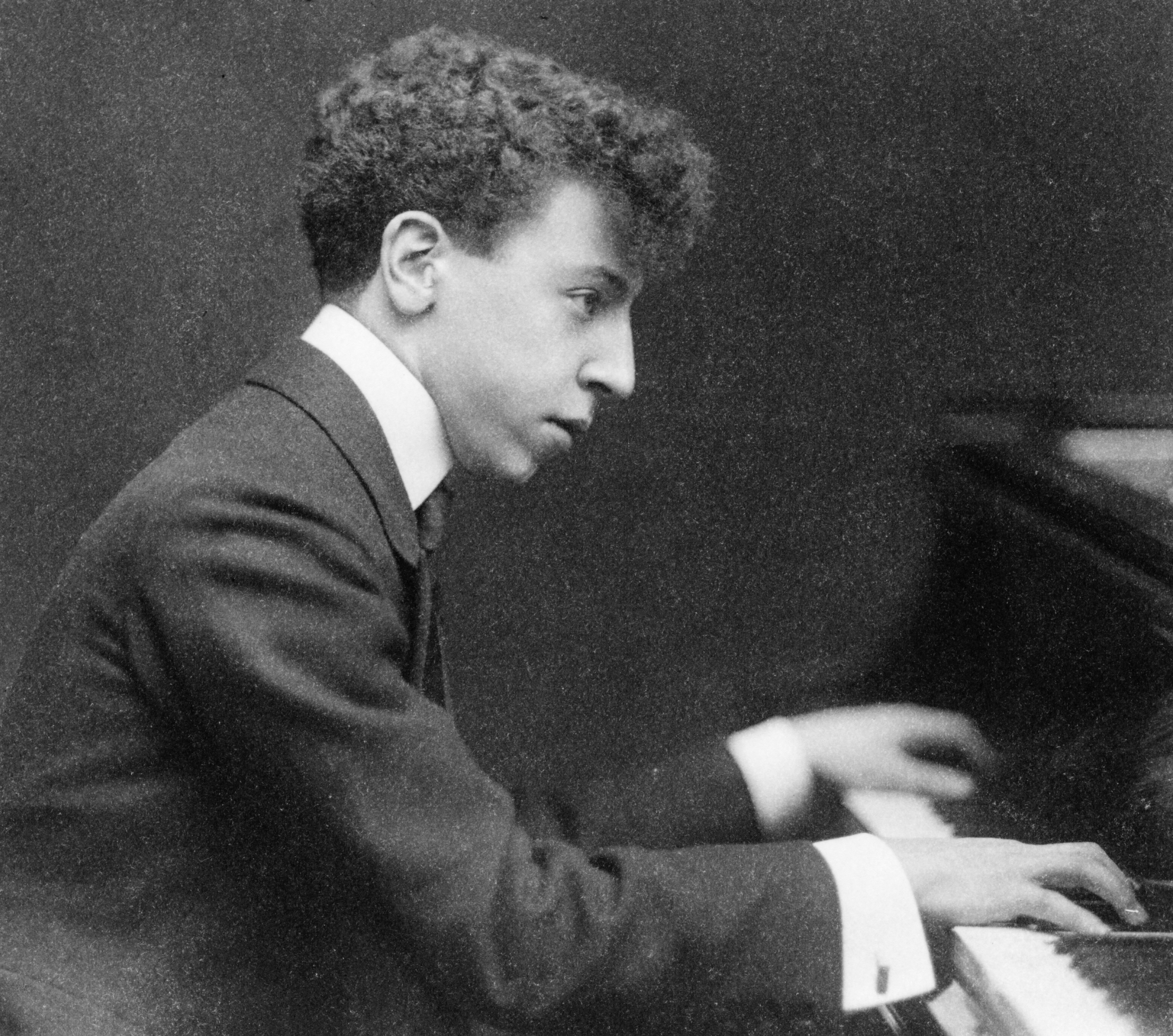
Arthur Rubinstein
geboren in 1887

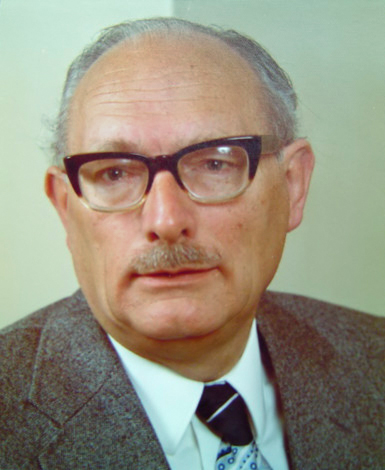
Johan van Hulst
geboren in 1911

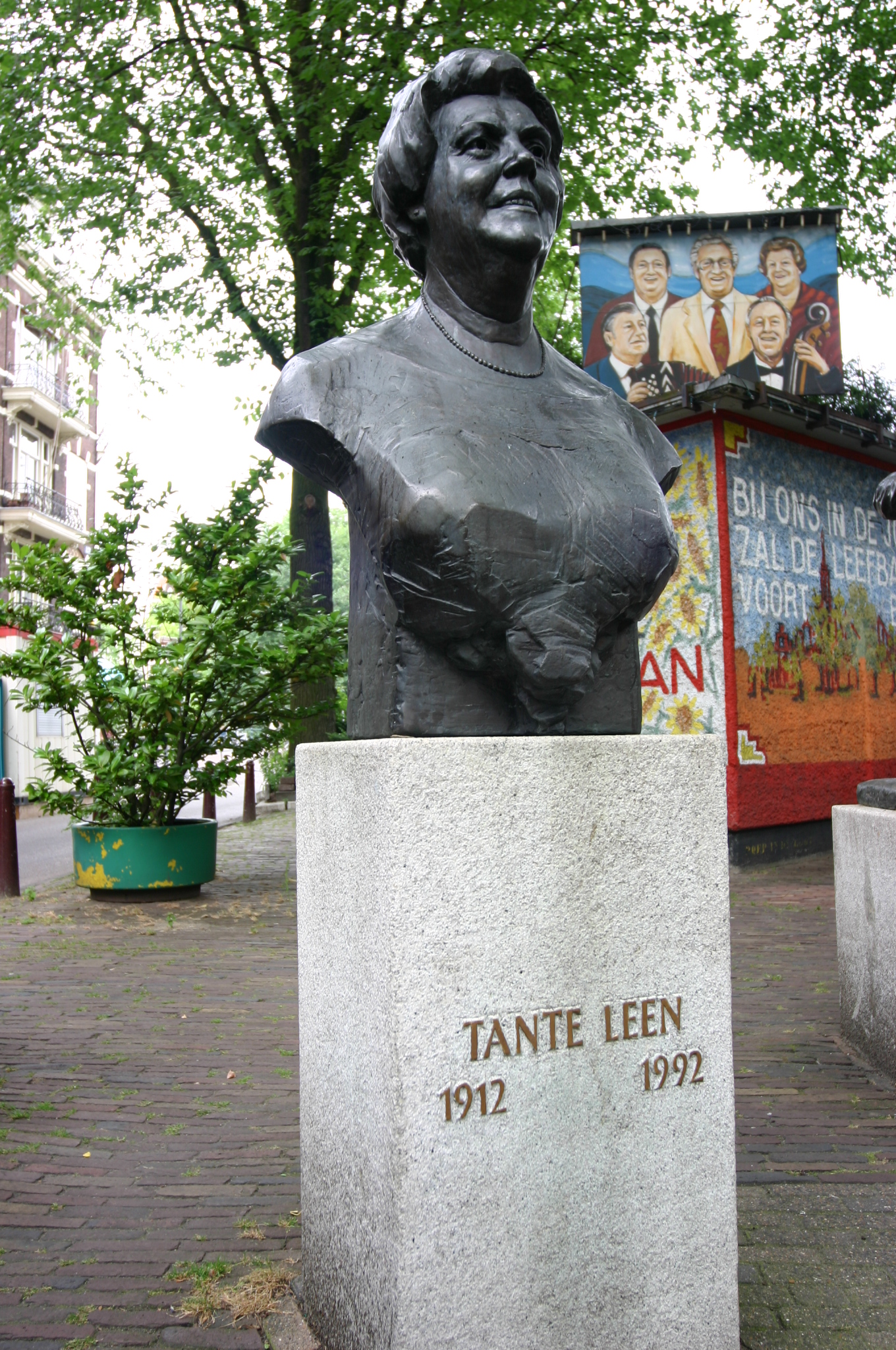
Tante Leen
geboren in 1912

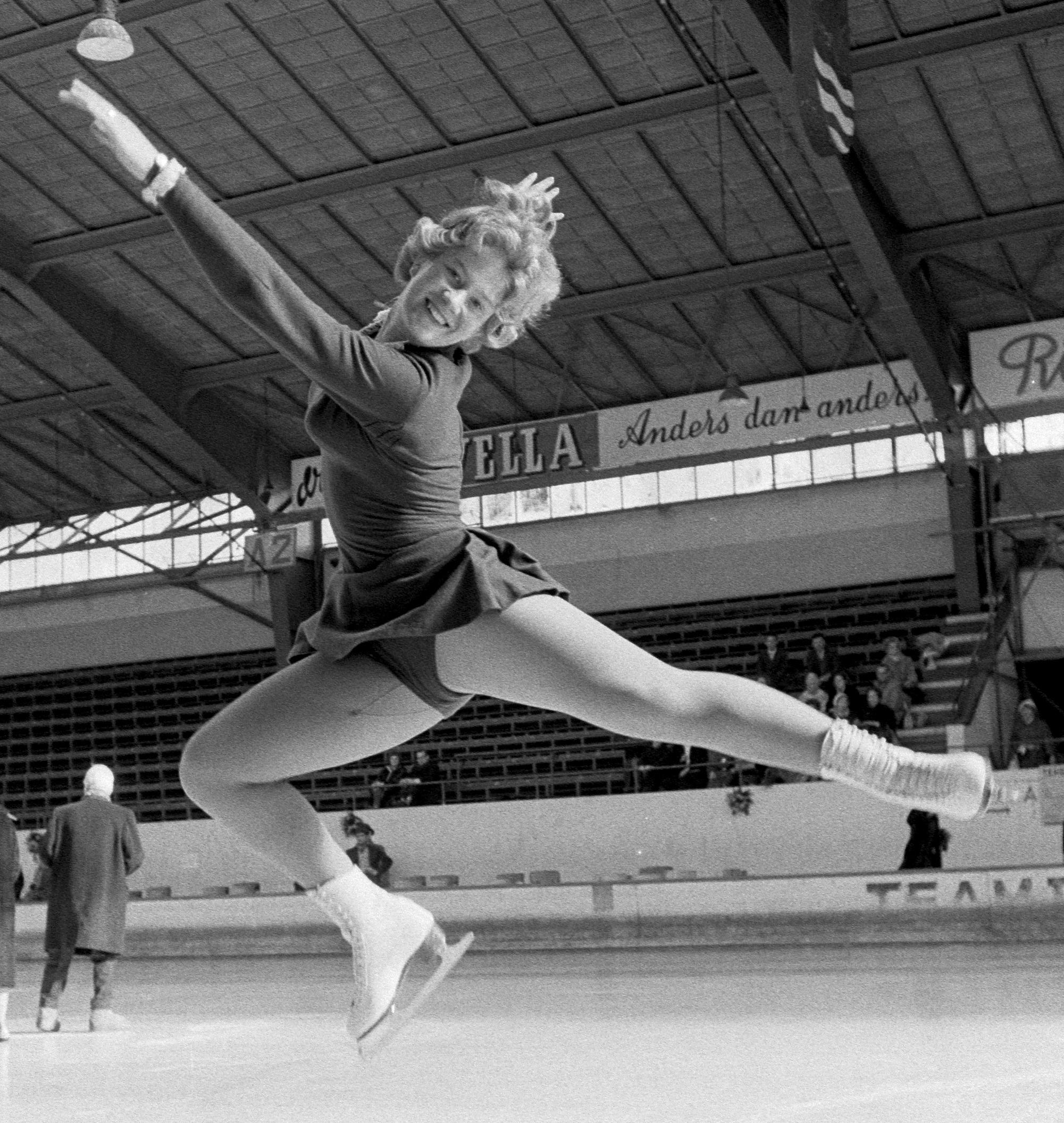
Sjoukje Dijkstra
geboren in 1942

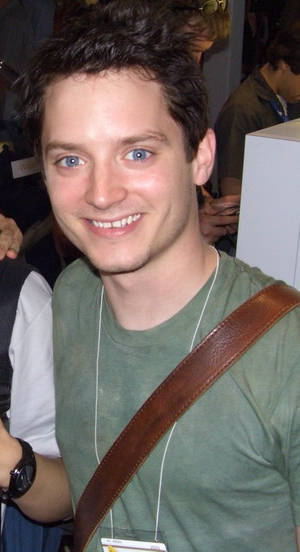
Elijah Wood
geboren in 1981

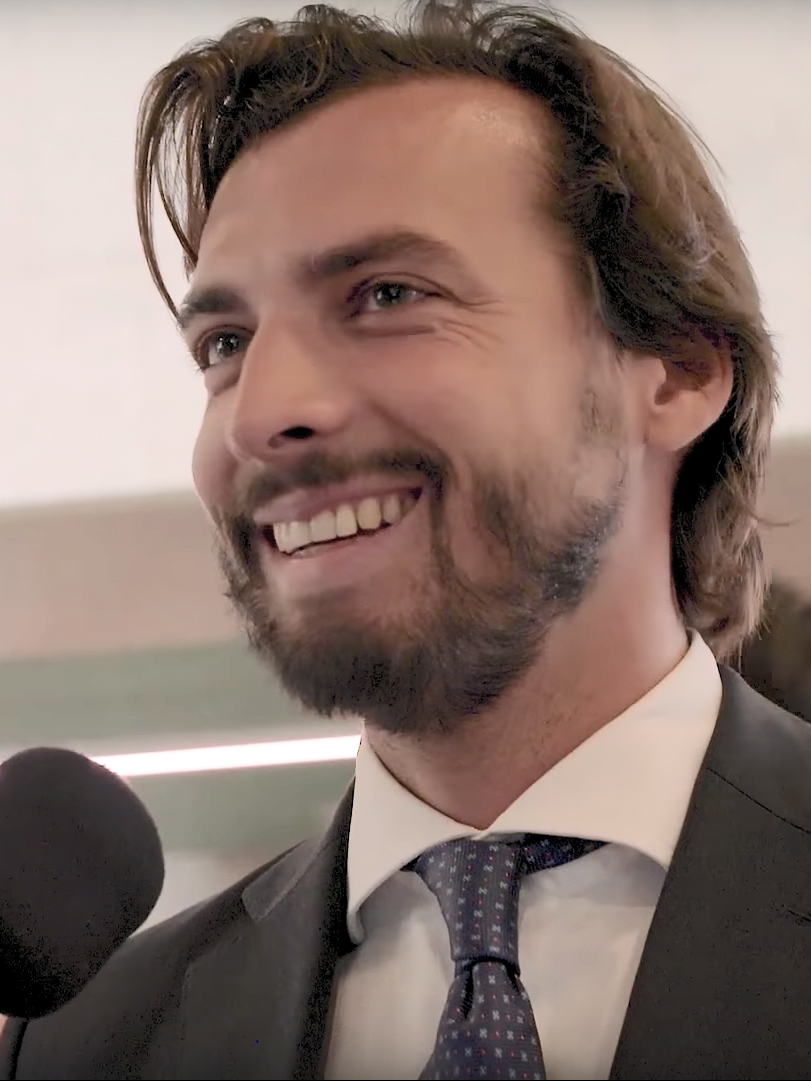
Thierry Baudet
geboren in 1983

- 1457 - Hendrik VII, koning van Engeland (overleden 1509)
- 1578 - Cornelis Haga, Nederlands diplomaat (overleden 1654)
- 1600 - Giulio Raspigliosi, de latere Paus Clemens IX (overleden 1669)
- 1611 - Johannes Hevelius, Duits-Pools astronoom (overleden 1687)
- 1649 - Willem Maurits van Nassau-Siegen, vorst van Nassau-Siegen (overleden 1691)
- 1673 - Georg Gsell, Zwitsers barokschilder, kunstadviseur en kunsthandelaar (overleden 1740)
- 1768 - Frederik VI van Denemarken, koning van Denemarken en Noorwegen (overleden 1839)
- 1791 - Sir James Stirling, eerste gouverneur van West-Australië (overleden 1865)
- 1804 - Eugène de Ligne, Belgisch politicus (overleden 1880)
- 1816 - Paola Elisabetta Cerioli, Italiaans heilige (overleden 1865)
- 1822 - Alexander Mackenzie, Canadees politicus (overleden 1892)
- 1833 - Hendrik Jan Heuvelink jr., Nederlands architect (overleden 1901)
- 1841 - Henry Morton Stanley, Brits journalist en ontdekkingsreiziger (overleden 1904)
- 1847 - Dorus Rijkers, "de Heldersche Mensenredder" (overleden 1928)
- 1853 - José Martí, Cubaans onafhankelijkheidsstrijder (overleden 1895)
- 1861 - Julian Felipe, Filipijns componist (overleden 1944)
- 1864 - Anna Goloebkina, Russisch beeldhouwster (overleden 1927)
- 1865 - Kaarlo Juho Ståhlberg, Fins politicus (overleden 1952)
- 1874 - Mary Tourtel, schrijfster en bedenkster van Bruintje Beer (overleden in 1948)
- 1887 - Arthur Rubinstein, Pools-Amerikaans pianist (overleden 1982)
- 1897 - Valentin Katajev, Russisch schrijver en journalist (overleden 1986)
- 1898 - Wies Moens, Belgisch dichter en schrijver (overleden 1982)
- 1899 - René de Labarrière, Frans militair (overleden 1948)
- 1900 - Hermann Kesten, Duits schrijver (overleden 1996)
- 1903 - Lotte Stam-Beese, Nederlands architect en stedenbouwkundige (overleden 1988)
- 1908 - Hans Tiemeijer, Nederlands acteur (overleden 1997)
- 1909 - Gerrit de Morée, Nederlands beeldend kunstenaar (overleden 1981)
- 1911 - Johan van Hulst, Nederlands pedagoog en politicus (overleden 2018)
- 1912 - Tante Leen, Nederlands volkszangeres (overleden 1992)
- 1912 - Jackson Pollock, Amerikaans schilder (overleden 1956)
- 1914 - Arthur Blavier, Belgisch voetbalscheidsrechter (overleden 1991)
- 1915 - Brian Shawe-Taylor, Brits autocoureur (overleden 1999)
- 1916 - Howard Wing, Chinees wielrenner (overleden 2008)
- 1917 - Gino Sciardis, Italiaans wielrenner (overleden 1968)
- 1917 - Abdel-Kader Zaaf, Algerijns wielrenner (overleden 1986)
- 1918 - Sandro Puppo, Italiaans voetballer en voetbalcoach (overleden 1986)
- 1920 - Gilles-Gaston Granger, Frans filosoof (overleden 2016)
- 1924 - Vadim Sidoer, Russisch beeldhouwer en graficus (overleden 1986)
- 1925 - Ton van Boven, Nederlands politicus (overleden 2009)
- 1925 - Andrzej Stelmachowski, Pools politicus (overleden 2009)
- 1926 - Jimmy Bryan, Amerikaans autocoureur (overleden 1960)
- 1926 - Gene Hartley, Amerikaans autocoureur (overleden 1993)
- 1926 - Manuel Marinho Alves (Maneca), Braziliaans voetballer (overleden 1961)
- 1927 - Per Oscarsson, Zweeds acteur (overleden 2010)
- 1928 - Eugenio Monti, Italiaans bobsleeër (overleden 2003)
- 1928 - Edoeard Sjevardnadze, Georgisch politicus (overleden 2014)
- 1928 - Jan van Stuijvenberg, Nederlands politicus
- 1928 - Jorge Zorreguieta, Argentijns politicus (overleden 2017)
- 1929 - Acker Bilk, Engels klarinettist (overleden 2014)
- 1929 - Ali Mirzaei, Iraans gewichtheffer (overleden 2020)
- 1929 - Claes Oldenburg, Zweeds-Amerikaans beeldhouwer, schilder en graficus (overleden 2022)
- 1930 - Kurt Biedenkopf, Duits politicus (overleden 2021)
- 1931 - Lucia Bosè, Italiaans actrice en Miss Italië (overleden 2020)
- 1931 - Naci Erdem, Turks voetballer en voetbaltrainer (overleden 2022)
- 1932 - Parry O'Brien, Amerikaans atleet (overleden 2007)
- 1933 - António Cardoso e Cunha, Portugees (euro)politicus (overleden 2021)
- 1934 - Juan Manuel Bordeu, Argentijns autocoureur (overleden 1990)
- 1934 - Jaime Lopez, Filipijns politicus (overleden 2011)
- 1935 - David Lodge, Engels schrijver/literatuurwetenschapper
- 1935 - Nicholas Pryor, Amerikaans acteur (overleden 2024)
- 1936 - Alan Alda, Amerikaans acteur
- 1936 - Ismail Kadare, Albanees schrijver (overleden 2024)
- 1937 - Julius Vischjager, Nederlands journalist en uitgever (The Daily Invisible) (overleden 2020)
- 1939 - Viktor Sjoestikov, Sovjet-Russisch voetballer en trainer
- 1940 - Carlos Slim, Mexicaans zakenman
- 1942 - Sjoukje Dijkstra, Nederlands kunstschaatsster (overleden 2024)
- 1942 - André Waignein, Belgisch componist en dirigent (overleden 2015)
- 1944 - Susan Howard, Amerikaans actrice, schrijfster en politieke activiste
- 1944 - Achim Reichel, Duits zanger
- 1944 - John Tavener, Britse componist (overleden 2013)
- 1945 - Bernardo Bernardo, Filipijns acteur (overleden 2018)
- 1947 - Fons Bastijns, Belgisch voetballer (overleden 2008)
- 1948 - Mikhail Baryshnikov, Russisch balletdanser
- 1948 - Heinz Flohe, Duits voetballer (overleden 2013)
- 1948 - Charles Taylor, Liberiaans krijgsheer en president
- 1949 - Oeki Hoekema, Nederlands voetballer
- 1952 - Jean-Louis Murat (Jean-Louis Bergheaud), Frans zanger en songwriter (overleden 2023)
- 1954 - Bruno Metsu, Frans voetballer en voetbalcoach (overleden 2013)
- 1955 - Nicolas Sarkozy, Frans politicus
- 1956 - Peter Schilling, Duits zanger
- 1957 - Harald Hudak, Duits atleet (overleden 2024)
- 1957 - Nick Price, Zimbabwaans golfer
- 1957 - Frédérique Spigt, Nederlands zangeres
- 1958 - Stephen Emmer, Nederlands componist en arrangeur
- 1959 - Frank Darabont, Amerikaans filmregisseur
- 1959 - Renaat Landuyt, Belgisch politicus
- 1960 - Jeroen Nobel, Nederlands politicus en bestuurder
- 1962 - Archer MacLean, Brits computerspelprogrammeur (overleden 2022)
- 1962 - Sam Phillips, Amerikaans singer-songwriter
- 1962 - Peter Verhelst, Belgisch schrijver
- 1963 - Dave McPherson, Schots voetballer
- 1963 - Thomas Wolf, Luxemburgs voetballer
- 1966 - Gert Abma, Nederlands voetballer
- 1966 - Andrea Berg, Duits schlagerzangeres
- 1966 - Ben Debognies, Belgisch atleet
- 1966 - Ellen Evers, Nederlands musicalactrice
- 1967 - Dag-Eilev Fagermo, Noors voetballer en voetbalcoach
- 1967 - Rudolph van Veen, Nederlands televisiekok
- 1968 - Martijn Fischer, Nederlands acteur
- 1968 - Marnie McBean, Canadees roeister
- 1968 - Sarah McLachlan, Canadees zangeres
- 1968 - Rubén Pereira, Uruguayaans voetballer
- 1969 - Giorgio Lamberti, Italiaans zwemmer
- 1969 - Jan Veenhof, Nederlands voetballer
- 1970 - Valeria Cappellotto, Italiaans wielrenster
- 1971 - Tendai Chimusasa, Zimbabwaans atleet
- 1972 - Léon van Bon, Nederlands wielrenner
- 1972 - Amy Coney Barrett, Amerikaans beroepsrechter
- 1973 - Tatiana Malinina, Oezbeeks kunstschaatsster
- 1974 - Steve Dugardein, Belgisch voetballer
- 1974 - Ramsey Nasr, Nederlands dichter, schrijver en acteur
- 1974 - Kari Traa, Noorse freestyleskiester
- 1975 - Julian Dean, Nieuw-Zeelands wielrenner
- 1975 - Susana Feitor, Portugees atlete
- 1976 - Lee Ingleby, Brits acteur
- 1976 - Rick Ross, Amerikaanse Rapper
- 1977 - Takuma Sato, Japans autocoureur
- 1977 - Irina Gorshkova, Belgisch schaakster
- 1978 - Gianluigi Buffon, Italiaans voetbaldoelman
- 1978 - Jamie Carragher, Engels voetballer
- 1978 - Jasmin Handanovič, Sloveens voetballer
- 1978 - Leki (Karoline Kamosi), Belgisch zangeres en presentatrice
- 1978 - Papa Bouba Diop, Senegalees voetballer (overleden 2020)
- 1979 - Dennis Orcollo, Filipijns poolspeler
- 1980 - Nick Carter, Amerikaans zanger
- 1980 - Davy Theunis, Belgisch voetballer
- 1981 - Patrick Mtiliga, Deens voetballer
- 1981 - Elijah Wood, Amerikaans acteur
- 1982 - Michaël Guigou, Frans handballer
- 1982 - Tamandani Nsaliwa, Canadees voetballer
- 1983 - Thierry Baudet, Nederlands schrijver en politicus
- 1983 - Danny Makkelie, Nederlands voetbalscheidsrechter
- 1983 - Urko Pardo, Belgisch-Spaans voetballer
- 1983 - Chiara Rosa, Italiaans atlete
- 1985 - Libby Trickett, Australisch zwemster
- 1985 - NoClue, Amerikaans rapper
- 1985 - Basharmal Sultani, Afghaans bokser
- 1985 - J. Cole, Amerikaanse rapper
- 1986 - Jessica Ennis, Brits atlete
- 1986 - Tommy Milner, Amerikaans autocoureur
- 1986 - Nathan Outteridge, Australisch zeiler
- 1987 - Bart De Raes, Belgisch radio-dj
- 1987 - Jekaterina Malysjeva, Russisch langebaanschaatsster
- 1988 - Romain Dutrieux, Belgisch voetballer
- 1988 - AKA (Kiernan Forbes), Zuid-Afrikaans rapper (overleden 2023)
- 1988 - Mitchell Schet, Nederlands voetballer
- 1989 - Siem de Jong, Nederlands voetballer
- 1989 - Bruno Massot, Frans-Duits kunstrijder
- 1989 - Richard Varga, Slowaaks triatleet
- 1989 - Gamze Tazim, Nederlands actrice
- 1990 - Daylon Claasen, Zuid-Afrikaans voetballer
- 1990 - Markus Deibler, Duits zwemmer
- 1990 - Karl-Johan Johnsson, Zweeds voetballer
- 1991 - Jacco Arends, Nederlands badmintonspeler
- 1991 - Amber Kortzorg, Nederlands journaliste en presentatrice
- 1992 - Elsa Loureiro, Belgisch atlete
- 1993 - Arnaud Art, Belgisch atleet
- 1993 - Will Poulter, Brits acteur
- 1994 - Maluma, Colombiaans zanger
- 1995 - Peet Bijen, Nederlands voetballer
- 1995 - Merle Frohms, Duits voetbalster
- 1996 - Milan Gajić, Kroatisch-Servisch voetballer
- 1996 - Andrea Hauksdóttir, IJslands voetbalster
- 1997 - Mons Røisland, Noors snowboarder
- 1997 - Jeremy Frieser, Nederlands youtuber
- 1998 - Javier Acevedo, Canadees zwemmer
- 1998 - Payton Pritchard, Amerikaans basketballer
- 1999 - Marijke Groenewoud, Nederlands schaatsster
- 1999 - Karen Holmgaard, Deens voetbalster
- 1999 - Sara Holmgaard, Deens voetbalster
- 2000 - Maria Luisa Filangeri, Italiaans voetbalster
- 2001 - Katharine Berkoff, Amerikaans zwemster
- 2004 - Daniël Beukers, Nederlands voetballer

## Overleden

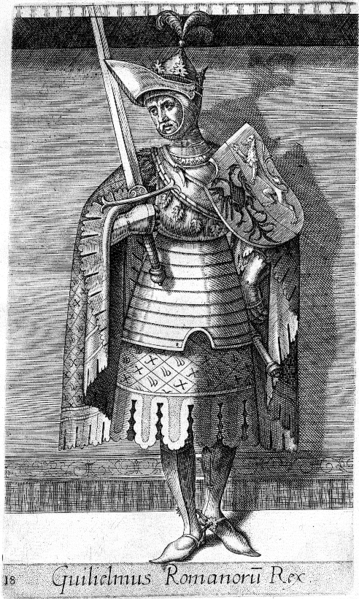
Willem II van Holland
overleden in 1256

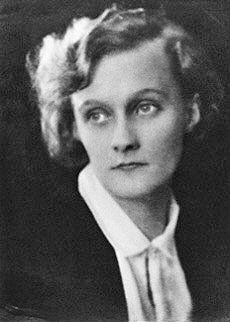
Astrid Lindgren
overleden in 2002

- 814 - Karel de Grote (71), Frankisch koning en keizer
- 1256 - Willem II van Holland (27), koning van het Heilige Roomse Rijk
- 1271 - Isabella van Aragón (23), koningin van Filips III van Frankrijk
- 1494 - Ferdinand I van Napels (70), van 1458 tot 1494 koning van Napels
- 1547 - Hendrik VIII van Engeland (55), Koning van Engeland
- 1621 - Camillo Borghese, de latere Paus Paulus V (68)
- 1687 - Johannes Hevelius (76), Duits-Pools astronoom
- 1754 - Ludvig Holberg (69), Deens-Noors schrijver
- 1859 - Carl Adolph Agardh (74), Zweeds botanicus en fycoloog en bisschop van Karlstad
- 1868 - Adalbert Stifter (62), Oostenrijks schrijver
- 1882 - Alexander Hugo Bakker Korff (57), Nederlands kunstschilder
- 1912 - Gustave de Molinari (92), Belgisch econoom
- 1914 - Mogens Ballin (42), Deens kunstschilder
- 1930 - Ema Destinnová (52), Tsjechisch sopraan
- 1934 - Armand Rassenfosse (71), Belgisch kunstschilder en graficus
- 1935 - Michail Ippolitov-Ivanov (75), Russisch componist, dirigent en muziekpedagoog
- 1938 - Bernd Rosemeyer (28), Duits autocoureur
- 1939 - William Butler Yeats (73), Iers schrijver
- 1941 - Sigrid Blomberg (77), Zweeds beeldhouwster
- 1947 - Reynaldo Hahn (72), Frans componist en dirigent
- 1949 - Jean-Pierre Wimille (40), Frans autocoureur
- 1952 - Thomas Hicks (77), Amerikaans atleet
- 1953 - Konrad Freiherr von Wangenheim (43), Duits ruiter
- 1955 - Friedrich Hochbaum (60), Duits generaal
- 1963 - Gustave Garrigou (78), Frans wielrenner
- 1976 - Ray Nance (62), Amerikaans jazzviolist en trompettist
- 1986 - Gregory Jarvis (41), Amerikaans astronaut
- 1986 - Christa McAuliffe (37), Amerikaans lerares en astronaut
- 1986 - Ronald McNair (35), Amerikaans astronaut
- 1986 - Ellison Onizuka (39), Amerikaans astronaut
- 1986 - Judith Resnik (36), Amerikaans ingenieur en astronaut
- 1986 - Richard Scobee (46), Amerikaans astronaut
- 1986 - Michael Smith (40), Amerikaans astronaut
- 1988 - Klaus Fuchs (76), Duits kernfysicus en spion
- 1995 - Aldo Gordini (73), Frans autocoureur
- 1996 - Joseph Brodsky (55), Russisch-Amerikaans schrijver
- 2001 - Ike Nienhuis (79), Nederlands schaatser
- 2002 - Gustaaf Deloor (88), Belgisch wielrenner
- 2002 - Astrid Lindgren (94), Zweeds kinderboekenschrijfster
- 2003 - Mieke Pullen (45), Nederlands atlete
- 2005 - Jim Capaldi (60), Brits drummer
- 2006 - Niek van Heijst (51), Nederlands natuurbeschermer, directeur Wereld Natuur Fonds
- 2007 - Iván Böszörményi-Nagy (86), Hongaars-Amerikaans psychiater
- 2007 - Carlo Clerici (77), Zwitsers wielrenner
- 2007 - Robert Drinan (86), Amerikaans rechtsgeleerde, predikant, politicus en mensenrechtenactivist
- 2007 - Jelena Romanova (43), Russisch atlete
- 2007 - Karel Svoboda (68), Tsjechisch componist
- 2007 - Emma Tillman (114), Amerikaans oudste mens ter wereld
- 2008 - Christodoulos (69), aartsbisschop van de Grieks-Orthodoxe Kerk
- 2008 - Ginty Vrede (22), Nederlands thaibokser
- 2009 - Johan Groenewold (62), Nederlands ondernemer
- 2009 - Louk Hulsman (85), Nederlands strafrechtgeleerde
- 2009 - Oswald Karch (91), Duits autocoureur
- 2013 - Ladislav Pavlovič (86), Tsjechisch voetballer
- 2015 - Alberto Cardaccio (65), Uruguayaans voetballer
- 2015 - Yves Chauvin (84), Frans chemicus, winnaar van de Nobelprijs voor de Scheikunde 2005
- 2015 - Alewijn Oostwoud Wijdenes (89), Nederlands fotograaf
- 2016 - Signe Anderson (74), Amerikaans rockzangeres
- 2016 - Paul Kantner (74), Amerikaans zanger, gitarist en songwriter
- 2018 - Nico ter Linden (81), Nederlands predikant en auteur
- 2018 - Gene Sharp (90), Amerikaans politicoloog, auteur en advocaat
- 2019 - Jurrie Koolhof (59), Nederlands voetballer en voetbaltrainer
- 2020 - Léon Mokuna (90), Belgisch voetballer
- 2020 - Nicholas Parsons (96), Brits presentator
- 2021 - Paul Crutzen (87), Nederlands meteoroloog en Nobelprijswinnaar
- 2021 - Sibongile Khumalo (63), Zuid-Afrikaans zangeres
- 2021 - Cicely Tyson (96), Amerikaans actrice
- 2023 - Odd Børre (83), Noors zanger
- 2023 - Krister Kristensson (80), Zweeds voetballer
- 2023 - Adama Niane (56), Frans acteur
- 2023 - Harold Rusland (84), Surinaams vakbondsleider en politicus
- 2023 - Tom Verlaine (73), Amerikaans zanger, songwriter en gitarist
- 2024 - Víctor Luna (64), Colombiaans voetballer en voetbaltrainer
- 2024 - Albert Mayr (80), Italiaans componist en muziekpedagoog
- 2024 - Luis Tejada (41), Panamees voetballer
- 2024 - Willy Veenstra (76), Nederlands voetballer

## Viering/herdenking

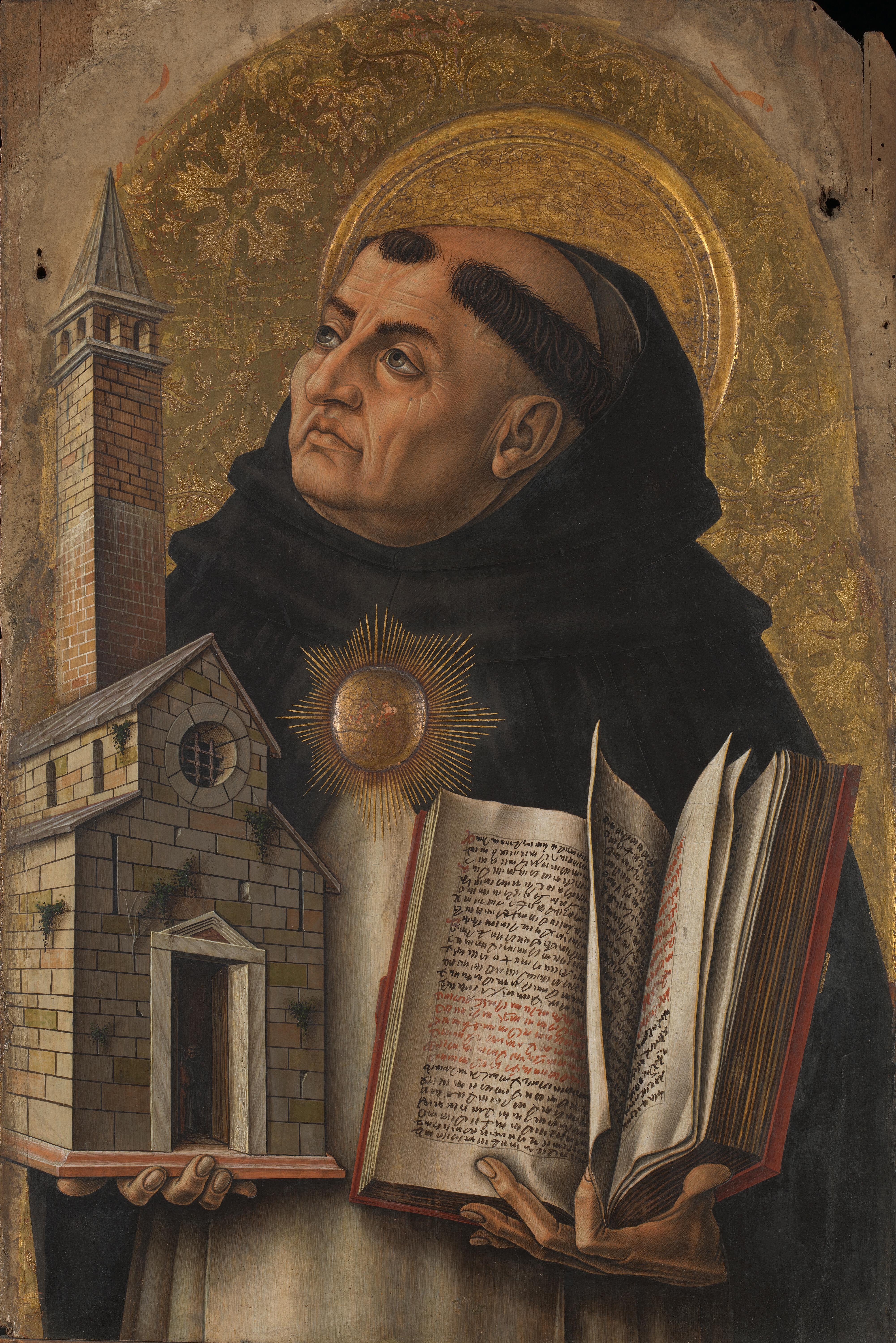
H. Thomas van Aquino

- Data Privacy Day, Door de Raad van Europa in 2007 uitgeroepen feestdag ter "viering" rond bewustwording van data privacy.
- Rooms-katholieke kalender:
  - Heilige Thomas van Aquino († 1274) - Gedachtenis
  - Heilige Jozef Freinademetz († 1908)
  - Heilige Paulijn (Paulinus) van Aquileia († 802/804)
  - Zalige Karel de Grote († 814)
  - Zalige Mosè Tovini († 1930)
  - Zalige Amadeus van Lausanne († 1159)
  - Eerbiedwaardige Caroline Carré de Malberg († 1891)

## Weerextremen

### Nederland
| | Officiële records | Officiële records | Officiële records |      | Landelijke records | Landelijke records | Landelijke records |
| Gebeurtenis | Jaar              | Extreem           | Locatie           | Jaar | Extreem            | Locatie            |                    |
| --- | ----------------- | ----------------- | ----------------- | ---- | ------------------ | ------------------ | ------------------ |
| Laagste etmaalgemiddelde temperatuur (°C) | 1947              | −9,2              | De Bilt           |      | 1947               | −11,3              | Maastricht         |
| Hoogste etmaalgemiddelde temperatuur (°C) | 2002              | 11,3              | De Bilt           |      | 2002               | 12,0               | Arcen              |
| Laagste minimumtemperatuur (°C) | 1947              | −12,5             | De Bilt           |      | 1979               | −17,4              | Leeuwarden         |
| Hoogste minimumtemperatuur (°C) | 2002              | 9,2               | De Bilt           |      | 2002               | 10,2               | Heino              |
| Laagste maximumtemperatuur (°C) | 1954              | −5,0              | De Bilt           |      | 1947               | −8,4               | Maastricht         |
| Hoogste maximumtemperatuur (°C) | 2002              | 13,0              | De Bilt           |      | 2002               | 14,5               | Arcen              |
| Hoogste uurgemiddelde windsnelheid (m/s) | 1910              | 15,9              | De Bilt           |      | 1994               | 25,2               | Huibertgat         |
| Hoogste windstoot (m/s) | 2002              | 27,0              | De Bilt           |      | 2003               | 39,0               | IJmond             |
| Langste zonneschijnduur (uur) | 1996, 2011        | 7,9               | De Bilt           |      | 1958               | 8,1                | Maastricht         |
| Langste neerslagduur (uur) | 1988              | 9,3               | De Bilt           |      | 1993               | 19,0               | Eelde              |
| Hoogste etmaalsom van de neerslag (mm) | 1908              | 11,0              | De Bilt           |      | 1993               | 24,9               | Marknesse          |
| Laagste etmaalgemiddelde relatieve vochtigheid (%) | 1954              | 56                | De Bilt           |      | 1954               | 56                 | De Bilt            |
| Laagste uurwaarde luchtdruk op zeeniveau (hPa) | 1978              | 979,4             | De Bilt           |      | 1978               | 977,0              | Hoek van Holland   |
| Hoogste uurwaarde luchtdruk op zeeniveau (hPa) | 1932              | 1044,3            | De Bilt           |      | 1932               | 1045,0             | Eelde              |
| Officiële records worden altijd gemeten op het KNMI-weerstation in De Bilt. Landelijke records kunnen worden gemeten op elk officieel KNMI-weerstation in Nederland. |                   |                   |                   |      |                    |                    |                    |

Uitzonderlijke gebeurtenissen
- 2023 - Officieel laagste etmaalgemiddelde relatieve vochtigheid in % van januari dit jaar gemeten in De Bilt: 73
- 2024 - Landelijk langste zonneschijnduur in uren van januari dit jaar gemeten in Ell en Maastricht: 8,0 (voorlopig)

### België
Dagrecords
- 1947 - Laagste etmaalgemiddelde temperatuur −10,6 °C
- 2002 - Hoogste etmaalgemiddelde temperatuur 12,5 °C
- 1848 - Laagste minimumtemperatuur −14,2 °C
- 1949 - Hoogste maximumtemperatuur 13,8 °C
- 1946 - Hoogste etmaalsom van de neerslag 26,6 mm

Uitzonderlijke gebeurtenissen
- 1940 - 19 cm sneeuw in Ukkel, 31 cm in Grobbendonk en tot 60 cm in Drossart (Baelen) en Robertville (Weismes).
- 1945 - 49 cm sneeuw in Spa.
- 2002 - Een storm met rukwinden van ruim 100 km/u veroorzaakt op veel plaatsen schade.
- 2002 - De minimumtemperatuur loopt op tot maximaal 11,6 °C in Han-sur-Lesse (Rochefort) en de maximumtemperatuur loopt op tot maximaal 15,3 °C in Péronnes-lez-Antoing (Antoing).

<< · 1 · 2 · 3 · 4 · 5 · 6 · 7 · 8 · 9 · 10 · 11 · 12 · 13 · 14 · 15 · 16 · 17 · 18 · 19 · 20 · 21 · 22 · 23 · 24 · 25 · 26 · 27 · 28 · 29 · 30 · 31 · >>